# Long Island
Long Island [ajlend] (v překladu „Dlouhý ostrov“; v jazyce původních obyvatel Paumanok) je protáhlý, nízký, hustě osídlený ostrov v jihovýchodní části amerického státu New York, součást newyorské metropolitní oblasti. Nachází se východně od ostrova Manhattan, a táhne se východním směrem skoro 200 km podél amerického pobřeží Atlantského oceánu. Ostrov se skládá ze čtyř okresů; od západu okresy Kings a Queens, které jsou součástí města New York (jako čtvrtě Brooklyn a Queens), a předměstské okresy Nassau a Suffolk, přičemž posledně jmenovaný zaujímá východní dvě třetiny plochy ostrova. Fyzicky na Long Islandu žije více než polovina obyvatel New Yorku, přičemž ale lidé v newyorské metropolitní oblasti hovorově používají termín Long Island (nebo jen Island) výhradně pro předměstské okresy Nassau a Suffolk, tedy města (konurbace) Hempstead, Levittown, Long Beach, Brentwood a další.

## Geografie
Z geografického hlediska může pojem „Long Island“ označovat buď jen hlavní ostrov, nebo může zahrnovat i přilehlé bariérové ostrovy podél jižního pobřeží. 
Na západním konci je ostrov průlivem The Narrows oddělen od Staten Islandu a širší zátokou Upper New York Bay (vlastně estuár řeky Hudson) pak od poloostrova Bergen Neck s městem Jersey City. V blízkosti Long Islandu zde leží ostrůvek Governors Island, oddělený průlivem Buttermilk Channel. Členitý průliv East River ho pak odděluje od ostrova Manhattan a výběžku severoamerické pevniny (Bronx).
Severně od ostrova se prostírá průliv Long Island Sound, široký místy přes 30 km, za nímž na pevnině leží newyorský okres Westchester County a pak celé pobřeží státu Connecticut. 
Na východě je Long Island velmi členitý, ostrov se zde rozděluje na dva dlouhé poloostrovy, „vidlice“ zvané North Fork a South Fork. Mezi nimi se v Peconické zátoce nachází menší ostrovy Shelter Island a Gardiners. Ve směru severní vidlice pokračuje řetěz ostrůvků Plum Island, Great a Little Gull a největší Fishers Island, který je už blíže pobřeží Connecticutu, ale administrativně je ještě součástí okresu Suffolk. Na jižní vidlici (s městečkem Montauk) navazuje 22 km vzdálený Block Island, který už patří státu Rhode Island.
Long Island je nejdelší a zdaleka největší ostrov v rámci sousedících států USA, táhne se 190 km od přístavu New York Harbor po Montauk Point. Maximální šířka ostrova mezi severním průlivem Long Island Sound a pobřežím Atlantiku na jihu je 37 km. S rozlohou 3630 km2 je Long Island 11. největším ostrovem pod správou Spojených států a 149. největším ostrovem na světě. Je větší než nejmenší americký stát Rhode Island (3140 km2).

## Osídlení a využití
Long Island je s odhadovanými více než 8 milióny obyvatel (což představuje 40 % populace státu New York) nejlidnatějším ostrovem v rámci všech států a území USA, třetím nejlidnatějším ostrovem v Americe (po ostrovech Hispaniola a Kuba) a 18. nejlidnatějším ostrovem na světě (před Irskem, Jamajkou a Hokkaidó). Hustota zalidnění zde dosahuje 2 160 obyvatel/km2, přičemž nejvyšší je na západní straně, která je zastavěna souvislou konurbací, a směrem na východ klesá. Pokud by Long Island geograficky tvořil samostatnou metropolitní statistickou oblast, byl by čtvrtý nejlidnatější ve Spojených státech, zatímco pokud by byl státem USA, byl by Long Island třináctý v počtu obyvatel a první co do hustoty zalidnění. 
Long Island je kulturně a etnicky rozmanitý a ve všech čtyřech okresech se nacházejí jak některé z nejbohatších a nejdražších čtvrtí na světě, tak i chudé dělnické oblasti.
Long Island je centrem komerční letecké dopravy – nacházejí se zde dvě ze tří nejrušnějších letišť v newyorské metropolitní oblasti: mezinárodní letiště JFK a letiště LaGuardia, dále menší regionální letiště Islip MacArthur a také dvě významná radarová zařízení pro řízení letového provozu: newyorské TRACON a ARTCC. (Třetí významné letiště v metropolitní oblasti, mezinárodní letiště Newark Liberty, se rozkládá na hranici mezi městy Newark v okrese Essex a Elizabeth v okrese Union v New Jersey.) 
Devět mostů a třináct tunelů (včetně železničních) spojuje Brooklyn a Queens s dalšími třemi čtvrtěmi New Yorku. Trajekty spojují okres Suffolk na sever přes Long Island Sound se státem Connecticut. Long Island Rail Road je nejvytíženější příměstskou železnicí v Severní Americe a funguje nepřetržitě.
Významnou roli v ekonomice Long Islandu hrají biotechnologické společnosti a vědecký výzkum, včetně výzkumných zařízení – Brookhaven National Laboratory, Cold Spring Harbor Laboratory, Stony Brook University, New York Institute of Technology, Plum Island Animal Disease Center, New York University Tandon School of Engineering, City University of New York a Hofstra Northwell School of Medicine.